# Copa América 2004
Navigation
Édition précédente Édition suivante
L’édition 2004 de la Copa América de football s'est tenue au Pérou du 6 au 25 juillet. Elle a été organisée par la CONMEBOL et gagnée par le Brésil aux tirs au but contre l'Argentine.
Les dix pays sud-américains participent à cette édition ainsi que deux pays invités de la zone CONCACAF, le Mexique et le Costa-Rica.
Les douze équipes sont réparties en trois groupes de quatre au premier tour. Les deux premiers de chaque groupe sont qualifiés pour les quarts de finale ainsi que les deux meilleurs troisièmes.
Le Brésil s'empare du trophée après deux séances de tirs au but victorieuses en demi-finale (contre l'Uruguay) et en finale contre l'Argentine (2-2 après prolongation, 4 tirs au but à 2).

## Nations participantes
- Argentine
- Bolivie
- Brésil
- Chili
- Colombie
- Costa Rica (invité)
- Équateur
- Mexique (invité)
- Paraguay
- Pérou
- Uruguay
- Venezuela

## Villes et stades
| Arequipa                                          | Chiclayo                                                | Cuzco                                      |
| ------------------------------------------------- | ------------------------------------------------------- | ------------------------------------------ |
| Estadio Arequipa Capacité prévue : 40 000         | Estadio Elías Aguirre Capacité prévue : 25 000          | Estadio Garcilaso Capacité prévue : 45 000 |
|                                                   |                                                         |                                            |
| Lima                                              | \| Arequipa Chiclayo Cuzco Lima Piura Tacna Trujillo \| |                                            |
| Estadio Nacional Capacité prévue : 46 000         | \| Arequipa Chiclayo Cuzco Lima Piura Tacna Trujillo \| |                                            |
|                                                   | \| Arequipa Chiclayo Cuzco Lima Piura Tacna Trujillo \| |                                            |
| Piura                                             | Tacna                                                   | Trujillo                                   |
| Estadio Miguel Grau Capacité prévue : 26 500      | Estadio Jorge Basadre Capacité prévue : 20 000          | Estadio Mansiche Capacité prévue : 25 000  |
|                                                   |                                                         |                                            |
| Arequipa Chiclayo Cuzco Lima Piura Tacna Trujillo |                                                         |                                            |

## Arbitres
Voici les arbitres officiant dans ce tournoi : 
| - Héctor Baldassi - René Ortube - Márcio Rezende de Freitas - Rubén Selman - Óscar Ruiz - William Mattus | - Pedro Ramos - Marco Antonio Rodríguez - Carlos Amarilla - Eduardo Lecca - Gilberto Hidalgo - Gustavo Brand |

## Premier tour
Les douze équipes au premier tour sont réparties dans trois poules de quatre. Chaque équipe joue trois matchs dans sa poule. Les deux premiers de chaque poule sont qualifiés pour les quarts de finale ainsi que les deux meilleurs troisièmes.

### Groupe A
| Place | Équipe    | Pts | J | G | N | P | Buts + | Buts - | Diff. |
| 1er   | Colombie  | 7   | 3 | 2 | 1 | 0 | 4      | 2      | +2    |
| 2e    | Pérou     | 5   | 3 | 1 | 2 | 0 | 7      | 5      | +2    |
| 3e    | Bolivie   | 2   | 3 | 0 | 2 | 1 | 3      | 4      | - 1   |
| 4e    | Venezuela | 1   | 3 | 0 | 1 | 2 | 2      | 5      | - 3   |

| 6 juillet 2004 | Colombie          | 1 – 0 | Venezuela | Estadio Nacional, Lima     |                            |
|                | Moreno 21e (pen.) |       |           | Arbitrage : Márcio Rezende | Arbitrage : Márcio Rezende |

| 6 juillet 2004 | Pérou                             | 2 – 2 | Bolivie                  | Estadio Nacional, Lima      |                             |
|                | Pizarro 67e (pen.) · Palacios 86e |       | Botero 35e · Álvarez 57e | Arbitrage : Héctor Baldassi | Arbitrage : Héctor Baldassi |

| 9 juillet 2004 | Colombie  | 1 – 0 | Bolivie | Estadio Nacional, Lima  |                         |
|                | Perea 90e |       |         | Arbitrage : Pedro Ramos | Arbitrage : Pedro Ramos |

| 9 juillet 2004 | Pérou                                  | 3 – 1 | Venezuela     | Estadio Nacional, Lima   |                          |
|                | Farfán 34e · Solano 61e · Acasiete 72e |       | Margiotta 74e | Arbitrage : Rubén Selman | Arbitrage : Rubén Selman |

| 12 juillet 2004 | Venezuela | 1 – 1 | Bolivie     | Estadio Mansiche, Trujillo  |                             |
|                 | Morán 27e |       | Galindo 33e | Arbitrage : Marco Rodríguez | Arbitrage : Marco Rodríguez |

| 12 juillet 2004 | Pérou                    | 2 – 2 | Colombie                | Estadio Mansiche, Trujillo |                            |
|                 | Solano 58e · Maestri 60e |       | Congo 33e · Aguilar 53e | Arbitrage : William Mattus | Arbitrage : William Mattus |

### Groupe B
| Place | Équipe    | Pts | J | G | N | P | Buts + | Buts - | Diff. |
| 1er   | Mexique   | 7   | 3 | 2 | 1 | 0 | 5      | 3      | +2    |
| 2e    | Argentine | 6   | 3 | 2 | 0 | 1 | 10     | 4      | +6    |
| 3e    | Uruguay   | 4   | 3 | 1 | 1 | 1 | 6      | 7      | -1    |
| 4e    | Équateur  | 0   | 3 | 0 | 0 | 3 | 3      | 10     | -7    |

| 7 juillet 2004 | Mexique                | 2 – 2 | Uruguay                 | Estadio Elías Aguirre, Chiclayo |                              |
|                | Osorio 45e · Pardo 69e |       | Bueno 43e · Montero 88e | Arbitrage : Gilberto Hidalgo    | Arbitrage : Gilberto Hidalgo |

| 7 juillet 2004 | Argentine                                                                  | 6 – 1 | Équateur    | Estadio Elías Aguirre, Chiclayo |                             |
|                | González 5e (pen.) · Saviola 64e 75e 79e · D'Alessandro 84e · González 90e |       | Delgado 62e | Arbitrage : Carlos Amarilla     | Arbitrage : Carlos Amarilla |

| 10 juillet 2004 | Uruguay                | 2 – 1 | Équateur  | Estadio Elías Aguirre, Chiclayo |                           |
|                 | Forlán 61e · Bueno 78e |       | Salas 73e | Arbitrage : Gustavo Brand       | Arbitrage : Gustavo Brand |

| 10 juillet 2004 | Mexique    | 1 – 0 | Argentine | Estadio Elías Aguirre, Chiclayo |                            |
|                 | Morales 8e |       |           | Arbitrage : Márcio Rezende      | Arbitrage : Márcio Rezende |

| 13 juillet 2004 | Mexique                              | 2 – 1 | Équateur    | Estadio Miguel Grau, Piura |                           |
|                 | Altamirano 23e (pen.) · Bautista 42e |       | Delgado 71e | Arbitrage : Eduardo Lecca  | Arbitrage : Eduardo Lecca |

| 13 juillet 2004 | Argentine                                   | 4 – 2 | Uruguay                     | Estadio Miguel Grau, Piura |                          |
|                 | González 19e · Figueroa 20e 89e · Ayala 80e |       | Estoyanoff 7e · Sánchez 38e | Arbitrage : Rubén Selman   | Arbitrage : Rubén Selman |

### Groupe C
| Place | Équipe     | Pts | J | G | N | P | Buts + | Buts - | Diff. |
| 1er   | Paraguay   | 7   | 3 | 2 | 1 | 0 | 4      | 2      | +2    |
| 2e    | Brésil     | 6   | 3 | 2 | 0 | 1 | 6      | 3      | +3    |
| 3e    | Costa Rica | 3   | 3 | 1 | 0 | 2 | 3      | 6      | -3    |
| 4e    | Chili      | 1   | 3 | 0 | 1 | 2 | 2      | 4      | -2    |

| 8 juillet 2004 | Paraguay              | 1 – 0 | Costa Rica | Estadio Arequipa, Arequipa |                        |
|                | Dos Santos 85e (pen.) |       |            | Arbitrage : Óscar Ruiz     | Arbitrage : Óscar Ruiz |

| 8 juillet 2004 | Brésil      | 1 – 0 | Chili | Estadio Arequipa, Arequipa  |                             |
|                | Fabiano 90e |       |       | Arbitrage : Marco Rodríguez | Arbitrage : Marco Rodríguez |

| 11 juillet 2004 | Brésil                         | 4 – 1 | Costa Rica | Estadio Arequipa, Arequipa  |                             |
|                 | Adriano 44e 54e 67e · Juan 49e |       | Marín 81e  | Arbitrage : Héctor Baldassi | Arbitrage : Héctor Baldassi |

| 11 juillet 2004 | Paraguay      | 1 – 1 | Chili        | Estadio Arequipa, Arequipa |                            |
|                 | Cristaldo 78e |       | González 71e | Arbitrage : Gustavo Méndez | Arbitrage : Gustavo Méndez |

| 14 juillet 2004 | Costa Rica              | 2 – 1 | Chili      | Estadio Jorge Basadre, Tacna |                         |
|                 | Wright 60e · Herron 90e |       | Olarra 40e | Arbitrage : René Ortubé      | Arbitrage : René Ortubé |

| 14 juillet 2004 | Paraguay                   | 2 – 1 | Brésil      | Estadio Arequipa, Arequipa   |                              |
|                 | González 29e · Bareiro 71e |       | Fabiano 35e | Arbitrage : Gilbert Hildalgo | Arbitrage : Gilbert Hildalgo |

### Classement des troisièmes
| Groupe | Équipe     | Pts | J | G | N | P | Buts + | Buts - | Diff. |
| B      | Uruguay    | 4   | 3 | 1 | 1 | 1 | 6      | 7      | -1    |
| C      | Costa Rica | 3   | 3 | 1 | 0 | 2 | 3      | 6      | -3    |
| A      | Bolivie    | 2   | 3 | 0 | 2 | 1 | 3      | 4      | -1    |

## Tableau final
|  | Quarts de finale | Quarts de finale | Quarts de finale | Quarts de finale |           |           | Demi-finales    | Demi-finales    | Demi-finales                  | Demi-finales                  |                               |                               | Finale          | Finale          | Finale          | Finale          |
|  |                  |                  |                  |                  |           |           |                 |                 |                               |                               |                               |                               |                 |                 |                 |                 |
|  | 17 juillet 2004  | 17 juillet 2004  | 17 juillet 2004  | 17 juillet 2004  |           |           | 20 juillet 2004 | 20 juillet 2004 | 20 juillet 2004               | 20 juillet 2004               |                               |                               | 25 juillet 2004 | 25 juillet 2004 | 25 juillet 2004 | 25 juillet 2004 |
|  | 17 juillet 2004  | 17 juillet 2004  | 17 juillet 2004  | 17 juillet 2004  |           |           | 20 juillet 2004 | 20 juillet 2004 | 20 juillet 2004               | 20 juillet 2004               |                               |                               | 25 juillet 2004 | 25 juillet 2004 | 25 juillet 2004 | 25 juillet 2004 |
|  | Argentine        | Argentine        | 1                | 1                |           |           | 20 juillet 2004 | 20 juillet 2004 | 20 juillet 2004               | 20 juillet 2004               |                               |                               | 25 juillet 2004 | 25 juillet 2004 | 25 juillet 2004 | 25 juillet 2004 |
|  | Argentine        | Argentine        | 1                | 1                |           |           | 20 juillet 2004 | 20 juillet 2004 | 20 juillet 2004               | 20 juillet 2004               |                               |                               | 25 juillet 2004 | 25 juillet 2004 | 25 juillet 2004 | 25 juillet 2004 |
|  | Pérou            | Pérou            | 0                | 0                |           |           | 20 juillet 2004 | 20 juillet 2004 | 20 juillet 2004               | 20 juillet 2004               |                               |                               | 25 juillet 2004 | 25 juillet 2004 | 25 juillet 2004 | 25 juillet 2004 |
|  | Pérou            | Pérou            | 0                | 0                | Argentine | Argentine | 3               | 3               |                               |                               |                               |                               | 25 juillet 2004 | 25 juillet 2004 | 25 juillet 2004 | 25 juillet 2004 |
|  | 14 juillet 2004  |                  |                  |                  | Argentine | Argentine | 3               | 3               |                               |                               |                               |                               | 25 juillet 2004 | 25 juillet 2004 | 25 juillet 2004 | 25 juillet 2004 |
|  |                  |                  | Colombie         | Colombie         | 0         | 0         |                 |                 |                               |                               |                               |                               | 25 juillet 2004 | 25 juillet 2004 | 25 juillet 2004 | 25 juillet 2004 |
|  | Colombie         | Colombie         | Colombie         | Colombie         | 0         | 0         | 2               | 2               |                               |                               |                               |                               | 25 juillet 2004 | 25 juillet 2004 | 25 juillet 2004 | 25 juillet 2004 |
|  | Colombie         | Colombie         | 21 juillet 2004  |                  |           |           | 2               | 2               |                               |                               |                               |                               | 25 juillet 2004 | 25 juillet 2004 | 25 juillet 2004 | 25 juillet 2004 |
|  | Costa Rica       | Costa Rica       | 0                | 0                |           |           |                 |                 |                               |                               |                               |                               | 25 juillet 2004 | 25 juillet 2004 | 25 juillet 2004 | 25 juillet 2004 |
|  | Costa Rica       | Costa Rica       | 0                | 0                | Argentine | Argentine | 2ap (2)         | 2ap (2)         |                               |                               |                               |                               |                 |                 |                 |                 |
|  | 18 juillet 2004  |                  |                  |                  | Argentine | Argentine | 2ap (2)         | 2ap (2)         |                               |                               |                               |                               |                 |                 |                 |                 |
|  |                  |                  | Brésil           | Brésil           | 2 tab(4)  | 2 tab(4)  |                 |                 |                               |                               |                               |                               |                 |                 |                 |                 |
|  | Uruguay          | Uruguay          | Brésil           | Brésil           | 2 tab(4)  | 2 tab(4)  | 3               | 3               |                               |                               |                               |                               |                 |                 |                 |                 |
|  | Uruguay          | Uruguay          |                  |                  |           |           |                 |                 |                               |                               |                               |                               |                 |                 |                 |                 |
|  | Paraguay         | Paraguay         | 1                | 1                |           |           |                 |                 |                               |                               |                               |                               |                 |                 |                 |                 |
|  | Paraguay         | Paraguay         | 1                | 1                | Uruguay   | Uruguay   | 1ap (3)         | 1ap (3)         | Match pour la troisième place | Match pour la troisième place | Match pour la troisième place | Match pour la troisième place |                 |                 |                 |                 |
|  | 18 juillet 2004  |                  |                  |                  | Uruguay   | Uruguay   | 1ap (3)         | 1ap (3)         | Match pour la troisième place | Match pour la troisième place | Match pour la troisième place | Match pour la troisième place |                 |                 |                 |                 |
|  |                  |                  | Brésil           | Brésil           | 1 tab(5)  | 1 tab(5)  |                 |                 | 24 juillet 2004               | 24 juillet 2004               | 24 juillet 2004               | 24 juillet 2004               |                 |                 |                 |                 |
|  | Brésil           | Brésil           | Brésil           | Brésil           | 1 tab(5)  | 1 tab(5)  | 4               | 4               | 24 juillet 2004               | 24 juillet 2004               | 24 juillet 2004               | 24 juillet 2004               |                 |                 |                 |                 |
|  | Brésil           | Brésil           |                  |                  |           |           |                 | 4               |                               |                               | Colombie                      | Colombie                      | 1               | 1               |                 |                 |
|  | Mexique          | Mexique          | 0                | 0                |           |           |                 |                 |                               |                               | Colombie                      | Colombie                      | 1               | 1               |                 |                 |
|  | Mexique          | Mexique          | 0                | 0                | Uruguay   | Uruguay   | 2               | 2               |                               |                               |                               |                               |                 |                 |                 |                 |
|  |                  |                  |                  |                  |           |           |                 |                 |                               |                               |                               |                               |                 |                 |                 |                 |

### Quarts de finale
| 17 juillet 2004 | Argentine | 1 – 0 | Pérou | Estadio Elías Aguirre, Chiclayo |                             |
|                 | Tévez 60e |       |       | Arbitrage : Carlos Amarilla     | Arbitrage : Carlos Amarilla |

| 17 juillet 2004 | Colombie                         | 2 – 0 | Costa Rica | Estadio Mansiche, Trujillo |                            |
|                 | Aguilar 41e · Tressor Moreno 45e |       |            | Arbitrage : Gustavo Méndez | Arbitrage : Gustavo Méndez |

| 18 juillet 2004 | Uruguay                          | 3 – 1 | Paraguay    | Estadio Jorge Basadre, Tacna |                             |
|                 | Bueno 40e (pen.) · Silva 65e 88e |       | Gamarra 15e | Arbitrage : Héctor Baldassi  | Arbitrage : Héctor Baldassi |

| 18 juillet 2004 | Brésil                                    | 4 – 0 | Mexique | Estadio Miguel Grau, Piura |                        |
|                 | Alex 27e · Adriano 65e 75e · Oliveira 87e |       |         | Arbitrage : Óscar Ruiz     | Arbitrage : Óscar Ruiz |

### Demi-finales
| 20 juillet 2004 | Argentine                            | 3 – 0 | Colombie | Estadio Nacional, Lima       |                              |
|                 | Tévez 33e · González 50e · Sorín 80e |       |          | Arbitrage : Gilberto Hidalgo | Arbitrage : Gilberto Hidalgo |

| 21 juillet 2004                 | Uruguay           | 1 – 1 a.p.                                 | Brésil      | Estadio Nacional, Lima      |                             |
|                                 | Sosa 22e          |                                            | Adriano 46e | Arbitrage : Marco Rodríguez | Arbitrage : Marco Rodríguez |
| Silva · Viera · Pouso · Sánchez | Tirs au but 3 – 5 | Luisão · Fabiano · Adriano · Renato · Alex |             | Arbitrage : Marco Rodríguez | Arbitrage : Marco Rodríguez |

### Match pour la troisième place
| 24 juillet 2004 | Uruguay                     | 2 – 1 | Colombie    | Estadio Garcilaso, Cuzco |                         |
|                 | Estoyanoff 2e · Sánchez 80e |       | Herrera 70e | Arbitrage : René Ortube  | Arbitrage : René Ortube |

### Finale
| Finale          | Argentine | 2 – 2 a.p.            | Brésil | Estadio Nacional, Lima                           |                                                  |
| 25 juillet 2004 | González 20e (pen.) · Delgado 87e | (1 – 1, 2 – 2, 2 – 2) | Luisão 45e · Adriano 90+3e | Spectateurs : 43 000 Arbitrage : Carlos Amarilla | Spectateurs : 43 000 Arbitrage : Carlos Amarilla |
| 25 juillet 2004 | D'Alessandro · Heinze · González · Sorín | Tirs au but 2 – 4     | Adriano · Edu · Diego · Juan · | Spectateurs : 43 000 Arbitrage : Carlos Amarilla | Spectateurs : 43 000 Arbitrage : Carlos Amarilla |
| 25 juillet 2004 | Abbondanzieri - Ayala, Heinze, Coloccini - Zanetti, Mascherano ( 71e), K. González ( 75e D'Alessandro), Sorín ( 24e) - Rosales ( 63e Delgado), Tévez ( 90+1e Quiroga), Lucho · Entr. : Marcelo Bielsa | Équipes               | Júlio César - Maicon, Juan, Luisão ( 57e, 80e Cris), Gustavo Nery - Edu ( 37e), Kléberson ( 54e Diego), Renato, Alex ( 62e Felipe) - Luís Fabiano, Adriano · Entr. : Carlos Alberto Parreira | Spectateurs : 43 000 Arbitrage : Carlos Amarilla | Spectateurs : 43 000 Arbitrage : Carlos Amarilla |

### Meilleurs buteurs
Classement des buteurs :
7 buts
- Leito Adriano

3 buts
- Javier Saviola
- Kily González
- Carlos Bueno